# Macrocheira
A Macrocheira a felsőbbrendű rákok (Malacostraca) osztályának tízlábú rákok (Decapoda) rendjébe, ezen belül az Inachidae családjába tartozó nem.

## Rendszerezés
A nembe az alábbi 1 élő faj és 4 fosszilis faj tartozik:
- †Macrocheira ginzanensis
- óriás japán rák (Macrocheira kaempferi) (Temminck, 1836) - típusfaj
- †Macrocheira longirostra
- †Macrocheira teglandi
- †Macrocheira yabei